# Carrera (críquet)
Una carrera en críquet es un punto, y se anote en 3 maneras: por correr entre las zonas seguras, por batear la pelota al borde del campo o a la tierra o objetos que están afuera de él, o por los errores, acciones ilegales, o juegos sucios cometidos por la defensa.

## Correr
Los dos bateadores anotan una carrera cada vez que ambos están en zonas seguras diferentes, y ambos cruzan a la otra zona. La defensa busca parar esto por eliminar los bateadores entre los wickets (tocar uno de los wickets en las zonas seguras con la pelota antes de que uno de los bateadores está seguro).

## Borde del campo
Cada vez que la pelota toca el borde del campo, o la tierra o algún objeto que esté afuera del borde, los bateadores anoten 4 o 6 puntos. Se gana más puntos si la pelota no ha rebotado en el campo antes o cuando salió del campo. Si un jugador defensivo toca la pelota y sale del campo a la misma vez, se considera que la pelota misma ha salido del campo (hay unas excepciones si el jugador defensivo está en el aire).

## Extras
Hay 5 maneras en que la defensa puede dar carreras o oportunidades de anotar carreras a los bateadores:
- Lanzamiento ilegales - 1 carrera (estos no cuentan al límite de lanzamientos, como hay en críquet T20 u otras cortas formas de críquet):
  - Si la pelota está lanzada tan lejos del bateador que él no puede batearla.[4]
  - Si el lanzador lanza la pelota pero no está en su área de lanzar (por ejemplo, si está demasiado cerca del bateador cuando lanza la pelota)[5]
- Errores defensivos:[6]
  - Si el bateador no ha logrado batear la pelota, pero logra correr entre las zonas seguras sin ser eliminado entre wickets, o la pelota lanzada sale del campo.
    - Hay una variación de esto en que la pelota ha tocado el cuerpo del bateador, aunque no toca su bate.
- Juego sucio - usualmente 5 carreras.[7] Un tipo de juego sucio es cuando un equipo u otro desperdicia tiempo.